# Maculinea minor
Maculinea minor är en fjärilsart som beskrevs av Frey 1882. Maculinea minor ingår i släktet Maculinea och familjen juvelvingar. Inga underarter finns listade i Catalogue of Life.